# グーフィーのカメラマン
『グーフィーのカメラマン』または『グーフィーの写真屋』（グーフィーのしゃしんや、原題：Hold That Pose）は、ウォルト・ディズニー・プロダクション（現：ウォルト・ディズニー・カンパニー）が製作した1950年11月3日公開のアニメーション短編映画作品である。グーフィーの短編映画シリーズの第28作品。
グーフィーの教室シリーズの第16作目。

## あらすじ
仕事帰りのストレス解消の為の趣味として、写真撮影を始めたグーフィーを中心にナレーターが解説をする。

## スタッフ
- 監督：ジャック・キニー
- 製作：ウォルト・ディズニー
- 脚本：ディック・キニー、ミルト・シェーファー
- 音楽：ポール・J・スミス
- 効果：ジャック・ボーイド
- 美術：
- 作画：ジョン・シブリー、エド・アーダル、ヒュー・フレイザー
- 背景：エド・レビット

## キャスト
| キャラクター | 原語版             | 旧吹き替え版 | 新吹き替え版 |
| ------------ | ------------------ | ------------ | ------------ |
| グーフィー   | ピント・コルヴィグ | 小山武宏     | 島香裕       |
| ナレーター   |                    | 江原正士     | 仲野裕       |